# 漫畫選集

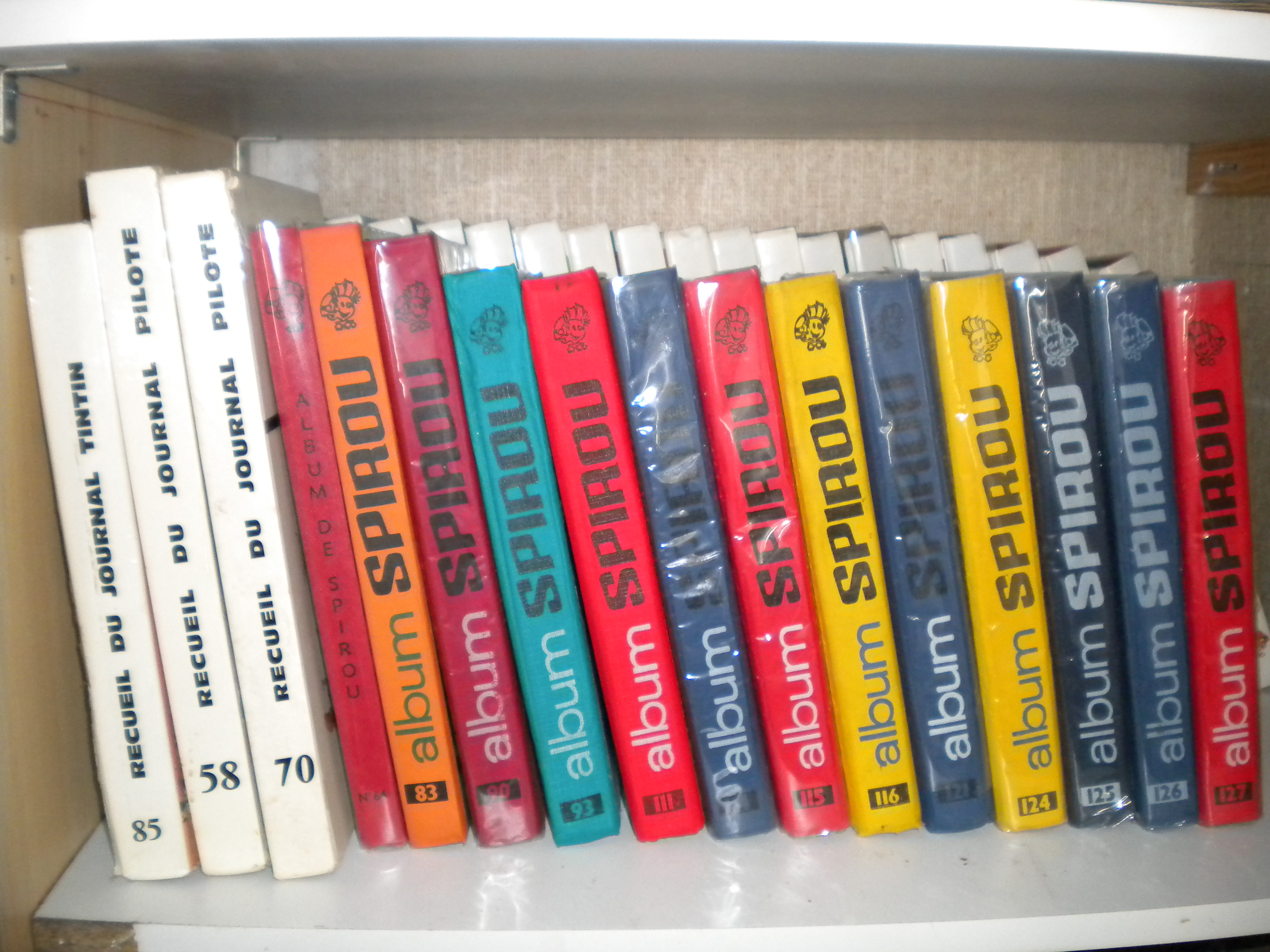
SPIROU全集

漫畫選集（Comics anthology）是將短篇漫畫等作品匯編而成的獨立出版品。

## 漫畫選集

### 日本漫畫選集

#### 日本漫畫選集的特徵
- 當成書籍形式的漫畫雜誌來發行。
- 依照同一個主題收錄漫畫作品。
- 經常可見不怎麼有名的漫畫家作品。
- 由於不同於期刊，可以單獨出版，小出版社或未投注在漫畫方面的出版社也能發行。
- 自漫畫、動畫、遊戲等作品取材的二次創作漫畫選集為最大宗。

### 北美漫畫選集
- 《陈列橱》
- 《重金属》